# Ctenidium enerve
Ctenidium enerve là một loài Rêu trong họ Hypnaceae. Loài này được (Herzog & Nog.) Kanda ex N. Nishim. mô tả khoa học đầu tiên năm 1985.